# L'abito da sposa
L'abito da Sposa (The Wedding Dress) è un film per la TV del 2001 diretto da Sam Pillsbury con Neil Patrick Harris e Margaret Colin.

## Trama
Negli anni '40 Hannah sta preparando il suo meraviglioso abito da sposa nell'attesa che il fidanzato Hank torni dalla guerra per poterla sposare ma il ragazzo muore in battaglia. Anni più tardi Travis, giovane fotografo e nipote di Hannah ha intenzione di sposare Cass una bellissima e frivola modella, ferendo e deludendo la sua assistente Zoey da sempre segretamente innamorata di lui. Hannah decide di spedirgli il suo vestito nuziale mai utilizzato nella speranza che la ragazza voglia indossarlo ma qualcosa farà saltare anche questo matrimonio.